# 약팔이

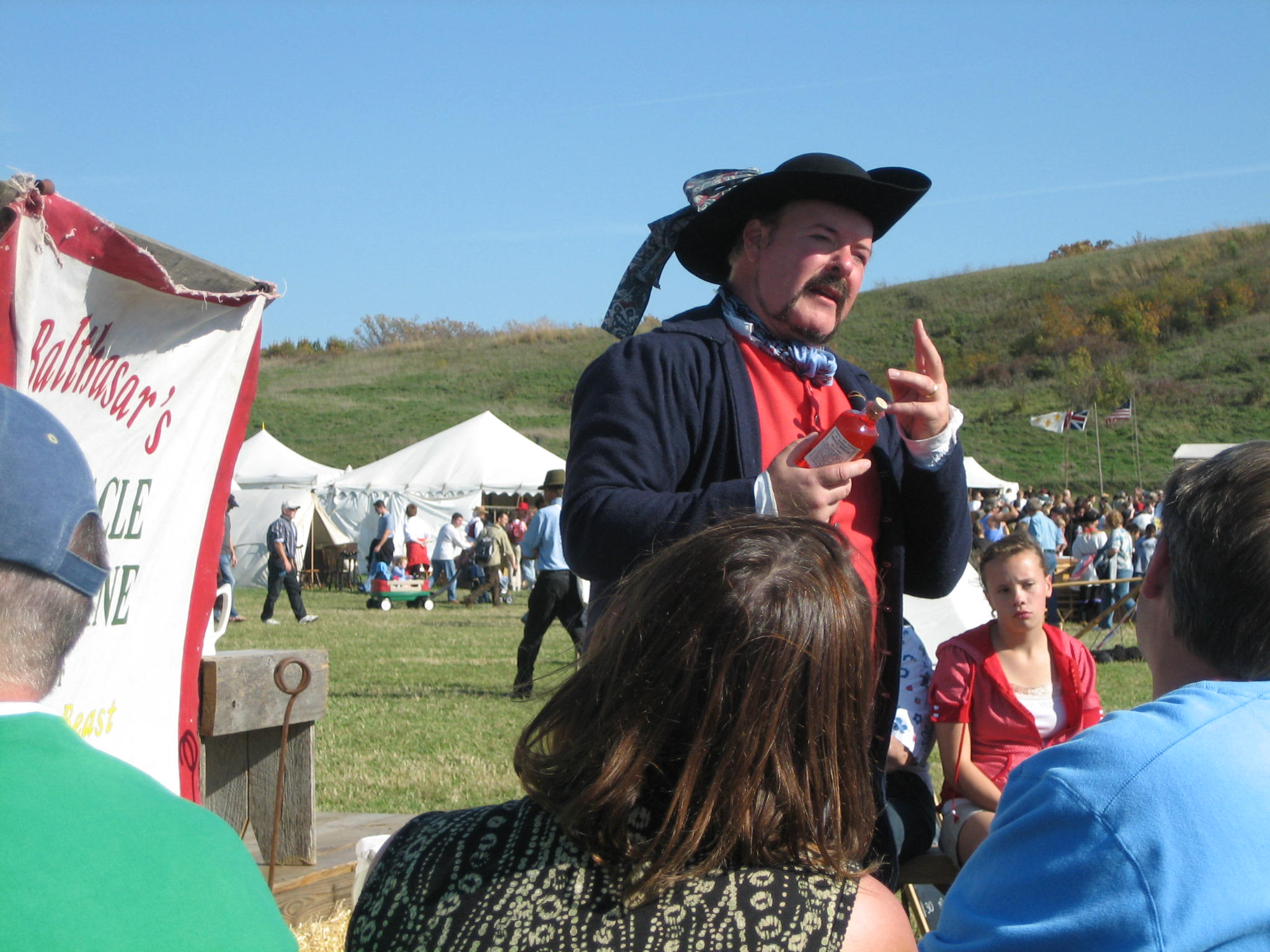
일리노이주에서 서부시대의 약장수를 리인액트하는 모습.

약팔이(medicine show)는 각종 예능을 하면서 "약"을 파는 행위다. 이 때 판매하는 약은 특허가 있는 매약일 수도 있고, 무허가 의약품일 수도 있다. 이 행위를 하는 자를 약장수(medicine peddler)라 한다.